# Petalostigma pachyphyllum
Petalostigma pachyphyllum là một loài thực vật có hoa trong họ Picrodendraceae. Loài này được Airy Shaw miêu tả khoa học đầu tiên năm 1976.